# Pallegney
Pallegney é uma comuna francesa na região administrativa de Grande Leste, no departamento de Vosges. Estende-se por uma área de 5,93 km². Em 2010 a comuna tinha 167 habitantes (densidade: 28,2 hab./km²).